# Woreda
Eine Woreda (amharisch ወረዳ wäräda) ist ein Verwaltungsbezirk in Äthiopien, vergleichbar mit einem Distrikt. 

Verwaltungsgliederung Äthiopiens: In weiß die Aufteilung in Woredas

Eine Woreda (deutsch Distrikt) besteht aus mehreren Kebeles oder Nachbarschaftsverbünden, die die kleinste Einheit einer lokalen Regierung in Äthiopien bilden. Woredas werden gewöhnlich in Zonen zusammengefasst, die eine Form regionaler Regierung sind. Einige Woredas gehören keiner Zone an; als zonenfreie oder Sonder-Woredas (amharisch ልዩ ወረዳ lǝyyu wäräda, englisch special wereda) sind sie autonom. Es gibt rund 550 Woredas in Äthiopien.
Manche Woredas beruhen auf einer Gründung aus älterer Zeit, zum Beispiel die Woredas Yem, Gera und Goma. Sie bildeten Grenzen von Königreichen, die nun zu Äthiopien gehören. Ehemalige Provinzen von Äthiopien wurden auch in Woredas geteilt. Viele Woredas sind allerdings neueren Datums. Ab dem Jahr 2002 wurde den einzelnen Woredas von der Regierung mehr Autorität, Personal und Budget zugesprochen.